# باگامویو
باگامویو (انگلیسی: Bagamoyo) یک شهر در کشور تانزانیا و مرکز ناحیه باگامویو است که در اواخر قرن هجدهم ایجاد شد. شهر در ادامه محوطه شهر تاریخی کائوله مربوط به قرن هشتم میلادی است. باگامویو از سال ۱۸۸۶ تا ۱۸۹۱ پایتخت آفریقای خاوری آلمان و یکی از مهم‌ترین بنادر تجاری در امتداد سواحل آفریقای شرقی در سرتاسر غرب اقیانوس هند بود. 